# Sam Cane

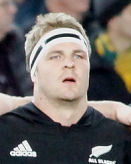
Sam Cane no Campeonato do Mundo de Rugby de 2017

Samuel Jordan "Sam" Cane (13 de janeiro de 1992) é um jogador de rugby neozelandês, que joga na posição de forward.

## Carreira
Sam Cane integrou o elenco da Seleção de Rugby Union da Nova Zelândia campeão na Copa do Mundo de Rugby Union de 2015.